# 1988 TX1
1988 TX1 är en asteroid i huvudbältet som upptäcktes den 13 oktober 1988 av de båda japanska astronomerna Seiji Ueda och Hiroshi Kaneda i Kushiro.
Den tillhör asteroidgruppen Eos.